# Abazí
L'abazí (Абаза Бызшва, Abaza Byzšwa) és una llengua del Caucas parlada a la república russa de Karatxai-Txerkèssia pels abaza. Consisteix en dos dialectes, l'ashkherewa i el t'ap'anta, que serveix de base per a la llengua literària. Segons alguns lingüistes és un dialecte de l'abkhaz; els subdialectes són cinc: abazakt, apsua, kubin-elburgan, luvin i psyzh-krasnovostok. La llengua es va escriure en caràcters llatins des del 1932 quan es varen establir les seves normes, fins al 1938, i després en ciríl·lic (a Turquia es va continuar emprant l'alfabet llatí).
L'abazí és parlat per aproximadament 35.000 persones a Rússia, on s'escriu amb una varietat d'alfabet ciríl·lic, així com per unes altres 10.000 a Turquia, on es va servir l'alfabet llatí.
L'abazí, com les altres llengües de la família de llengües caucàsiques del nord-oest, és força aglutinant i té un gran nombre de consonants (63 fonemes) complementat amb un nombre mínim de vocals (dues vocals). És força similar a l'abkhaz, però conserva alguns fonemes que li manquen a l'abkhaz, com una fricativa sorda faríngia. Han treballat en aquesta llengua filòlegs com W. S. Allen, Brian O'Herin, i John Colarusso.
Els abazin parlen la llengua abazí, llengua nord-caucasiana del grup abkhazoadigués subdividida en dos dialectes: tapantsky o tapanta (que és la base del llenguatge literari) i ashharsky o ashkaraua;
Entre els escriptors en abazí, que sempre han publicat en alfabet ciríl·lic, destaquen Umar Mikerov, el poeta Tsekov, Txaitsakhov i els contistes Zhirov i Tatlustan Tabuloz (1879-1956).